# روبرت جاي كوردي
روبرت جاي كوردي (بالإنجليزية: Robert J. Cordy)‏ هو قاضي ومحامي أمريكي، ولد في 18 مايو 1949.

## وصلات خارجية
- روبرت جاي كوردي على موقع إن إن دي بي (الإنجليزية)